# Inés Edmonson
 Inés Edmonson  (Buenos Aires, Argentina; 1 de junio de 1919-Ibidem; 29 de enero de 2016) fue una actriz argentina que trabajó en radio, teatro y cine en las décadas de 1930 y 1940. En sus primeros filmes figuró como Inés Mondson.

## Carrera profesional
Rubia  trabajó en la compañía de los hermanos Ratti en La virgencita de madera y, más adelante, en la versión cinematográfica de la obra. El papel más interesante en cine lo realizó como la cautiva en Frontera Sur (1943). En radio compartió rubro con Pedro Tocci en la radionovela de Héctor Pedro Blomberg, La sombra del payador que en 1940 se transmitió por LR2 Radio Argentina con la participación de Aída Luz.
En teatro se recuerdan su actuación en 1941 en la compañía de Pedro Tocci en las obras Serenata porteña y Juan Cuello, con Carmen Casnell.
En cine tuvo generalmente personajes de apoyatura a mediado de la década del '30.
En el primer gobierno de Perón fue uno de los actores que por estar en la lista negra elaborada por funcionarios del gobierno debiendo radicarse en México, donde se casó y se retiró. Esta prohibición durante el gobierno peronista pudo deberse al enfrentamiento entre Eva Duarte con la joven actriz a la que le había desplazado en sus amores con el editor Emilio Kartulovich.
Estuvo casado por varias décadas con Héctor Ponce Sánchez con quien tuvo un hijo llamado Juan Miguel Ponce. Falleció como consecuencia de un deterioro natural de su salud el 29 de enero de 2016, a los 96 años. Sus restos fueron inhumados en el cementerio Británico de Pablo Nogués.

## Filmografía
Participó en los siguientes filmes:
Actriz
- Frontera Sur   (1943)
- El ángel de trapo   (1940)
- Flecha de oro   (1940)
- Caprichosa y millonaria   (1940)
- El viejo doctor   (1939)
- El buque embotellado   (inédita) (1939)
- Kilómetro 111   (1938)
- La virgencita de madera   (1937)
- ¡Goal!    (1936)
- Noches de Buenos Aires   (1935) …Juanita